# اسرائیل در بازی‌های آسیایی ۱۹۷۴
اسرائیل در بازی‌های آسیایی ۱۹۷۴ در تهران، ایران که از ۱ تا ۱۶ سپتامبر ۱۹۷۴ برگزار شد، شرکت کرد. این کشور با ۷ مدال طلا، ۴ مدال نقره و ۸ مدال برنز (در مجموع ۱۹ مدال) در جایگاه ششم قرار گرفت.